# Raj odzyskany (film)
Raj odzyskany (ang. Paradise) – amerykański film obyczajowy z 1991 roku, według scenariusza na podstawie powieści Le Grand Chemin Jean-Loup Huberta.

## Fabuła
Skłócone małżeństwo Lily i Ben nie mogą się porozumieć od czasu śmierci swojego trzyletniego synka. Pewnego lata przyjaciółka Liliy prosi ją, aby zaopiekowała się jej dziesięcioletnim synem Willardem. Okazuje się, że chłopiec może zmienić życie dwójki ludzi. 

## Główne role
- Melanie Griffith – Lily Reed
- Don Johnson – Ben Reed
- Elijah Wood – Willard Young
- Thora Birch – Billie Pike
- Sheila McCarthy – Sally Pike